# El Turbio
El Turbio (Est. Gobernador Mayer) es una localidad del municipio de Veintiocho de Noviembre, departamento Güer Aike en la provincia de Santa Cruz, República Argentina. La localidad fue el primer lugar poblado en el sector de Río.

## Despliegue de lasFuerzas Armadas argentinasen El Turbio
| Unidades de la Guarnición Militar El Turbio | Sigla              |
| ------------------------------------------- | ------------------ |
| Sección de Inteligencia El Turbio           | Sec Icia El Turbio |

## Geografía

### Población
Cuenta con 55 habitantes (Indec, 2010), de los cuales 6 son mujeres y 49 son hombres; lo que representa un incremento del 150% frente a los 22 habitantes (Indec, 2001) del censo anterior. 
| Gráfica de evolución demográfica de El Turbio entre 1991 y 2014 |
|                                                                 |
| Fuente: Censos nacionales del INDEC                             |

### Sismicidad
La región responde a la falla Fagnano-Magallanes, un sistema regional de falla sismogénico, de orientación este-oeste que coincide con el límite transformante entre las placas Sudamericana (al norte) y Scotia (al sur), con sismicidad media; y su última expresión se produjo el 17 de diciembre de 1949 (75 años), a las 22.30 UTC-3, con una magnitud aproximadamente de 7,8 en la escala de Richter
La Defensa Civil municipal debe advertir sobre escuchar y obedecer acerca de 
Área de
- Media sismicidad con 7,8 Richter, con silencio sísmico de 75 años, otro de menor cimbronazo hace 15 años por el terremoto de Ushuaia de 2010 con 6,3 Richter